# Grimes
Клер Еліс Буше́ (англ. Claire Elise Boucher, відома як Grimes (Ґраймз); нар. 17 березня 1988) — канадська співачка, авторка пісень, кліпмейкерка і продюсерка, блогерка, феміністка. Очолила список найцікавіших виконавців 2012 року за версією журналу New Musical Express. ЇЇ пісня «Oblivion» посіла 53 позицію у рейтингу 100 найкращих пісень десятиліття за версією журналу Roling Stone та очолила рейтинг найкращих пісень десятиліття за версією Pitchfork.

## Біографія
Клер Буше виросла у Ванкувері. Її бабуся була з України та  емігрувала до Канади. Батько має змішане коріння. Мати має французьке та італійське коріння. Закінчила католицьку школу у Ванкувері, а також 11 років займалася балетом. Переїхавши до Квебеку, вона почала записувати музику під псевдонімом Grimes. У 2006 році переїхала до Монреалю, де вступила до Університету Макгілла. На початку 2011 року кинула навчання заради музики.
2014 року Буше висловила у своєму блозі огиду до важких наркотиків і жаль щодо втрати друзів через наркотики та алкоголь.
Зі зведеним братом Jay Worthy співпрацювала над твором «Різдвяна пісня», випущеним як бонусний диск з альбому Visions.

## Музика
2010 року випустила студійний альбом «Geidi Primes» і «Halfaxa», рік потому уклала угоду з лейблом 4ad. Третій студійний альбом Буше «Visions» (2012) і сингли «Genesis» і «Oblivion» отримали широке визнання критики; він був визнаний «одним із найбільш приголомшливих альбомів року» за версією Нью-Йорк Таймс, та номінований на премію «Полярис». За «Visions», як за електронний альбом року, Буше отримала премію «Juno».
Критика та журналісти схвалювали музику Ґраймз за нетипове поєднання вокальних елементів, а також широкий спектр впливів,[уточнити] починаючи від електроніки до поп, хіп-хоп, R&B і навіть середньовічної музики. 2013 року Ґраймз отримала «Webby Award» в номінації «артист року».
26 червня 2014 року відбулася прем'єра треку Ґраймз «Go», написаного для Ріанни. Ґраймз створила «Go» з другом Майклом Такером (відомий як «Blood Diamonds»). Ріанна від треку відмовилася. Вперше Ґраймз заспівала «Go» в Нью-Йорку на початку червня. 8 Березня 2015 року вона випустила кліп на пісню «REALiTi», яка отримала хороші відгуки музичної критики. Дженн Пеллі назвала її «найкращою новою піснею Ґраймз з часів „Visions“».
Четвертий студійний альбом Буше «Art Angels» був випущений 6 листопада 2015 року і відтоді став її альбомом, що досяг найвищих щаблів у чартах США. Так він здобув 36 місця у списку Billboard 200.
2018 року анонсовано вихід двох альбомів співачки. Один з них буде більш експериментальним, інший матиме світліше звучання, це буде її останній альбом, записаний на лейблі 4AD. 21 лютого 2020 року на лейблі 4AD випущений п'ятий і другий концептуальний студійний альбом «Miss Anthropocene».

## Мистецтво
Ґраймз створила обкладинки альбомів для кількох власних останніх альбомів. Її надихає японське аніме, манґа, комікси; художники Чарльз Бернс і Деніел Клоус. Буше почала розвивати власні техніки образотворчого мистецтва, імітуючи стилі малювання аніме і манґи.
28 травня 2020 року Клер Буше представила дві онлайн-виставки (на Gallery Platform Los Angeles — до 3 червня та на Maccarone Los Angeles — до 31 серпня), де серед її малюнків, гравюр, фотографій та концептуальних творів був виставлений на продаж «контракт на володіння частиною душі співачки» (назва лоту — англ. Selling Out). За словами Буше, її захопила «ідея фантастичного мистецтва у формі юридичних документів». Спочатку мисткиня хотіла встановити ціну в $10 млн, але потім, «з урахуванням економічної ситуації у світі», запропонувала покупцям самостійно визначити вартість її душі.

## Особисте життя
Граймс має зведеного брата — репера Джея Ворті, з яким вона записала трек «Christmas Song» для свого третього альбому Visions.
З 2007 по 2010 роки Граймс перебувала у відносинах з Девоном Велшем, колишнім фронтменом канадської електронної групи Majical Cloudz. Вони познайомилися під час навчання в університеті McGill.
2018 року почала зустрічатися із Ілоном Маском.
У травні 2018 року Граймс офіційно змінила своє ім'я Клер Буше (англ. Claire Boucher) на Сі Буші (англ. C Boucher) — символ швидкості світла у вакуумі. За словами співачки, її колишнє ім'я ніколи їй не подобалося.
16 липня 2019 року Граймс зізналася, що їй видалили частину очного яблука в ході експериментальної операції з лікування сезонної депресії. Крім того, співачка має особливість мови: вона шепелить. В одному з інтерв'ю вона казала, що цей дефект їй подобається і вона не планує його виправляти.
8 січня 2020 року Граймс опублікувала у своєму інстаграм-акаунті фотографію, на якій вона позує оголеною з примальованим зображенням сяючого ембріона в животі. Знімок породив чутки про можливу вагітність співачки від Ілона Маска. Пізніше співачка підтвердила свою вагітність.
4 травня 2020 року народила сина, якого назвали X Æ A-12. За словами Граймс, «X» — «невідома змінна», «Æ» — ельфійське написання абревіатури AI («штучний інтелект або кохання», англ. Artificial intelligence, AI), а «A-12» — американський висотний літак-розвідник. «Предвісник SR-71, нашого улюбленого повітряного судна. На ньому немає зброї, тільки швидкість. Великий в сутичці, але без насильства», — пояснила співачка. Граймс додала, що буква А в імені також значить Archangel, «її улюблену пісню» (з альбому «Untrue» британського музиканта Burial). 
У вересні 2021 року Ілон Маск та Граймс оголосили про розрив стосунків.
У грудні 2021 року у Граймс та Ілона Маска, за допомогою сурогатної матері, народилася дочка Екза Дарк Сайдеріл (Exa Dark Sideræl), яку називають Y в аналогії з їхнім сином, про що співачка зізналася в інтерв'ю журналу Vanity Fair.
Клер Буше довгий час була веганкою. Проте у 2020 році під час вагітності почала пити молоко, якого, з її слів, до цього не вживала 20 років.

## Скандал
У 2021 році у своєму TikTok  вона розказала що прихильниця комунізму.

## Дискографія
- Geidi Primes (2010)
- Halfaxa (2010)
- Visions (2012)
- Art Angels (2015)
- Miss Anthropocene (2020)